# Walter Brunner
Walter Brunner (Vipiteno, 5 marzo 1961) è un ex slittinista italiano.

## Biografia
Partecipò con la nazionale italiana ai Giochi olimpici di Sarajevo 1984 nel doppio, in coppia con Helmut Brunner, piazzandosi al decimo posto. Nello stesso anno conquistò il titolo europeo di doppio a Valdaora.
Quattro anni più tardi fece la sua seconda ed ultima apparizione olimpica, giungendo nono nel doppio in coppia con Bernhard Kammerer a Calgary 1988.
Sempre nel doppio salì per cinque volte sul podio in una tappa di Coppa del Mondo, ma non riuscì mai a classificarsi nei primi tre posti della classifica finale.

## Palmarès

### Europei
- 1 medaglia:
  - 1 oro (doppio a Valdaora 1984).

### Coppa del Mondo
- 5 podi (tutti nel doppio):
  - 1 secondo posto;
  - 4 terzi posti.